# Nordrhein-Westfalen-Tag

Logo des Nordrhein-Westfalen-Tages

Der Nordrhein-Westfalen-Tag, auch kurz NRW-Tag, ist der zweijährliche (bis 2012 jährlich) stattfindende Landesfesttag anlässlich der Gründung des Landes Nordrhein-Westfalen am 23. August 1946.

## Geschichte
Der Nordrhein-Westfalen-Tag wurde erstmals 2006 von der Landesregierung veranstaltet. Der 60. Geburtstag Nordrhein-Westfalens wurde am 23. August 2006 mit einer Livesendung des Westdeutschen Rundfunks begangen. Dabei wurde das Lied für NRW uraufgeführt. Anschließend fand am 26./27. August 2006 das große Bürgerfest am Düsseldorfer Rheinufer statt. Etwa zehntausend Akteure machten mit, und mehr als eine Million Menschen besuchten nach offiziellen Angaben das Fest.
Von 2007 bis 2012 wurde die Veranstaltung jährlich in wechselnden Städten durchgeführt, wobei die runden Landesjubiläen weiterhin in der Landeshauptstadt gefeiert werden sollen. Der NRW-Tag 2013 wurde ersatzlos abgesagt, da die Stadt Hückeswagen ihre Bewerbung wegen der gestiegenen Sicherheitsanforderungen nach dem Loveparade-Unglück zurückzog. Stattdessen gab es ein städtisches Jugend- und Familienfest. Im März 2013 gab die Staatskanzlei bekannt, den NRW-Tag aus Kostengründen nur noch alle zwei Jahre zu veranstalten.
Die Vergabe an eine bestimmte Ausrichterstadt erfolgt durch das Landeskabinett, die Städte können sich zuvor beim Ministerpräsidenten bewerben. Veranstalter ist jeweils die austragende Stadt beziehungsweise eine von ihr beauftragte Agentur. Das Land beteiligt sich mit bis zu 300.000 Euro.
Am NRW-Tag galt das Schöner-Tag-Ticket NRW in der Vergangenheit für zwei Tage, 2011 sogar für drei.
Der NRW-Tag 2020 in Köln wurde aufgrund der COVID-19-Pandemie im April 2020 abgesagt. Nachdem der NRW-Tag auch 2022 ausgefallen war, fand er 2024 wieder statt. Es gab keine neue Bewerbungsphase, Köln wurde um das Nachholen des abgesagten NRW-Tag 2020 gebeten. Von insgesamt rund 1,7 Mio. Euro Kosten muss die Stadt Köln voraussichtlich 660.000 Euro tragen.

## Orte
| Ort         | Jahr | Veranstaltungszeitraum | Besucher (geschätzt) | Besonderheiten |
| ----------- | ---- | ---------------------- | -------------------- | --- |
| Düsseldorf  | 2006 | 26. bis 27. August     | 1.000.000            | Bis 2006 fanden zu den runden Geburtstagen alle Feiern in Düsseldorf statt. 60 Jahre NRW |
| Paderborn   | 2007 | 25. bis 26. August     | 0600.000             | |
| Wuppertal   | 2008 | 29. bis 31. August     | 0700.000             | |
| Hamm        | 2009 | 26. bis 28. Juni       | 0700.000             | |
| Siegen      | 2010 | 17. bis 19. September  | 0400.000             | |
| Bonn        | 2011 | 01. bis 3. Oktober     | 0800.000             | zeitgleich zu den Feiern zum Tag der Deutschen Einheit am 3. Oktober |
| Detmold     | 2012 | 27. bis 28. Mai        | 0200.000             | gemeinsam veranstaltet mit dem Kreis Lippe, parallel fand das Europäische Straßentheaterfestival in Detmold statt. |
| Hückeswagen | 2013 | —                      | —                    | Bewerbung wegen Sicherheitsbedenken zurückgezogen. Der Nordrhein-Westfalen-Tag 2013 fiel ersatzlos aus. |
| Bielefeld   | 2014 | 27. bis 29. Juni       | 0250.000             | Zugleich feierte Bielefeld sein Stadtjubiläum (800 Jahre). |
| Düsseldorf  | 2016 | 26. bis 28. August     | 0600.000             | 70 Jahre NRW |
| Essen       | 2018 | 31. Aug. bis 2. Sept.  | —                    | Veranstaltungsorte Innenstadt und Zeche Zollverein |
| Köln        | 2020 | —                      | —                    | Ursprünglich für 21. bis 23. August geplant, am 17. April 2020 wegen der COVID-19-Pandemie abgesagt. |
| Köln        | 2024 | 16. bis 18. August     | 0260.000             | Erster NRW-Tag nach der Pandemie. Erstmals innerhalb der Sommerferien in NRW (letztes Ferien-Wochenende). Das Sommerkonzert der Landesregierung fand auf dem Roncalliplatz neben dem Kölner Dom statt. Keine neue Bewerbungsphase. |
| Münster     | 2026 | noch nicht bekannt     |                      | Der Nordrhein-Westfalen-Tag 2026 wird in Münster stattfinden. Das hat das Landeskabinett im Juli 2025 beschlossen. |

## Logos

Logo des NRW-Tages 2007
Logo des NRW-Tages 2008
Logo des NRW-Tages 2009
Logo des NRW-Tages 2010
Logo des NRW-Tages 2011
Logo des NRW-Tages 2013